# جارماليا ماشاكوفا
جارماليا ماشاكوفا (بالتشيكية: Jarmila Machačová)‏ مواليد 9 يناير 1986 في التشيك، هي درّاجة تشيكية.

## الميداليات
| الميدالية | المسابقة                               |
| --------- | -------------------------------------- |
| ذهبية     | بطولة العالم للدراجات على المضمار 2013 |
| فضية      | بطولة العالم للدراجات على المضمار 2011 |

## روابط خارجية
- جارماليا ماشاكوفا على موقع الاتحاد الدولي للدراجات (الإنجليزية)
- جارماليا ماشاكوفا على موقع أرشيف الدراجات (الإنجليزية)
- جارماليا ماشاكوفا على موقع إحصائيات الدراجات الإحترافية (الإنجليزية)
- جارماليا ماشاكوفا على موقع نسبة الدراجات (الإنجليزية)
- جارماليا ماشاكوفا على موقع اللجنة الأولمبية التشيكية (التشيكية)